# La Autonomía
La Autonomía (L'Autonomia) fue una heterogénea coalición electoral italiana formada de cara a las elecciones al Parlamento Europeo de 2009 con el fin de superar el umbral del 4% introducido en la ley electoral en febrero de 2009. Estaba compuesta por La Derecha, Movimiento por las Autonomías, el Partido de los Pensionistas, Alianza del Centro, Lombardia Autónoma, Trentino Autonomista y S.O.S. Italia, y miembros disconformes de Forza Italia; la Llama Tricolor también fue invitada a unirse, pero declinó la invitación. La lista estuvo afiliada a Libertas.eu y se disolvió después de las elecciones.
La alianza entre La Derecha y el MpA fue posible gracias a la postura común de ambos frente a la autonomía de Sicilia. La coalición finalmente obtuvo 2 eurodiputados, uno de La Derecha y otro del Partido de los Pensionistas.
- Datos: Q2264753